# Julia Van Capelle
Julia Van Capelle is een personage uit de Vlaamse soap Thuis. Julia werd vanaf 2007 tot 2018 gespeeld door Myriam Bronzwaar.

## Biografie
Julia maakt haar debuut als masseuse in de Fit en Fun . Haar collega/vriendin Daisy probeert haar te koppelen aan Frank Bomans, wat lukt. Ze stapt echter al snel over naar Franks beste vriend, Cois. Tussen haar en Cois loopt het veel beter en het duurt niet lang of ze gaan samenwonen.
Ze vormen echter geen gezinnetje van twee, maar van vier: Julia heeft twee kinderen uit een vorig huwelijk (Katrien en Paulien). Haar ex-man Pierre (Julia noemt hem Piet) probeert haar terug te winnen, maar Julia heeft definitief voor Cois gekozen. Julia en Piet kunnen het echter nog (redelijk) goed met elkaar vinden, hoewel ze vaak discussies hebben als het over hun kinderen gaat.
Wanneer Cois haar ten huwelijk vraagt, weigert Julia. Cois denkt dat Julia hem niet meer graag ziet, maar Julia had slechte herinneringen aan haar eerste huwelijk. Julia geeft dan maar toe en ze trouwen in mei 2009. Cois en Julia zijn sindsdien gelukkig getrouwd.
Julia maakt dikwijls ruzie met haar dochters en heeft het moeilijk om de pubers te doen luisteren, maar ze hebben toch een goede band. Met Pauliens vriend Jens heeft ze dikwijls een meningsverschil.
Julia deed haar job in de Fit en Fun met plezier, maar nadat Ann de zaak verkocht aan een internationale keten was de pret eraf. Julia nam ontslag en ging voor haar plezier kooklessen volgen. Ze leerde er goed en kreeg een job in de keuken in het reiscafé De Noorderzon van Femke.
Wanneer Cois onverwachts naar Spanje vertrekt leert hij daar zijn oude liefde Angèle weer kennen en start hij een relatie met haar. Hij blijft in Spanje wonen. Julia is er kapot van maar neemt snel de draad weer op. In november 2011 begint ze een relatie met Guy De Herdt. Wat Julia echter niet weet, is dat Guy de vriendin van haar bovenbuur Jens vermoord heeft. Ze maakt het uit. Guy wil haar terug, maar Julia moet niets meer van hem hebben. Enkele maanden later begint ze een relatie met zijn beste vriend Luc.
Maar ook aan deze relatie komt een einde: via Simonne leest Julia een brief van Leontien, Luc's vroegere vrouw die gevlucht is naar Mexico en daar gestorven is in een auto-ongeval. Daarin staat dat hij haar wou laten colloceren en dat hij haar wou doen verongelukken. Julia was razend. Wanneer ook aan het licht kwam dat Luc de moordenaar was van Jack Schepers, de baby van Jana Blommaert en Bram Schepers, gooit ze Luc uit haar huis. Luc probeerde het maandenlang goed te maken, maar Julia wilde niets meer met hem te maken hebben. Enkele maanden later zwichtte ze toch opnieuw voor zijn charmes en begonnen ze opnieuw een relatie, achter de rug van Paulien en Lowie. Aanvankelijk was Lowie erg kwaad, maar gaandeweg aanvaardde hij de relatie.
Eind april vertrek Julia naar Burundi om Katrien te bezoeken. Na enkele weken wordt bekend dat het niet goed gaat met Julia. Ze is erg ziek geworden in Burundi. Luc vertrekt daarom samen met Paulien naar Burundi. Als ze terugkomen met Julia, gaat het beter met haar gezondheid. Julia gaat al snel weer aan het werk bij de Zus & Zo. Enige tijd later vraagt Luc Julia ten huwelijk. Femke wordt aangesteld om de plechtigheid in orde te brengen.
Uiteindelijk loopt ook de relatie met Luc spaak omdat hij opnieuw met louche zaakjes bezig is: hij pleegde fraude in de Withoeve. Enige tijd later vormt Julia een koppel met Waldek en blijkt ze opnieuw het geluk gevonden te hebben. Er komt echter opnieuw een kink in de kabel wanneer Waldek een affaire begint met Simonne, haar beste vriendin. Wanneer Julia hier achter komt is ze razend. Julia begint zich steeds vreemder te gedragen en verdwijnt uiteindelijk van het toneel. Ze zet haar eigen vermissing en moord in scène, waardoor Waldek in de gevangenis terecht komt en ook Simonne even verdacht wordt. Enkele maanden later duikt Julia opnieuw op, alsof er nooit iets gebeurd is. Dankzij Paulien kan Julia opgepakt worden en komt Waldek weer vrij. Psychiater Ruben kan ervoor zorgen dat Julia opgenomen wordt in een psychiatrische instelling. Ze krijgt regelmatig het bezoek van haar dochter Paulien en kan iedereen vrij snel overtuigen dat ze weer hersteld is. Al snel krijgt ze meer en meer vrijheid en brengt ze haar tijd vaak door in het huis waar Paulien, Kaat, Bob, Adil en Lowie wonen.
Hoewel iedereen overtuigd is van haar herstel, is er echter nog veel meer aan de hand. Julia veinst dat ze over heel de historie met Luc heen is en brengt hem vaak een bezoekje en verwent hem met haar kookkunsten. Maar eigenlijk is ze uit op wraak en begint ze de weerloze en verlamde Luc te mishandelen, door hem tot twee keer toe te overgieten met kokend water. Door Luc te chanteren en te zeggen dat ze Lowie iets zal aandoen als hij haar zou verraden kan ook hij geen kant meer op. Uiteindelijk slaan haar stoppen helemaal door. Ze probeert Luc te vergiftigen en weet Waldek te ontvoeren en op te sluiten in een kelder. De vergiftiging van Luc mislukt echter, maar die heeft zelf niet door dat Julia achter de moordpoging zit. Julia probeert Luc voor een tweede keer te vergiftigen met koekjes, maar het is de seksmedewerker van Luc die van de koekjes eet. Ondertussen doet Julia haar dodelijke plan uit de doeken voor Waldek. Ze zal zich wreken op iedereen die haar ooit slecht behandeld of gekwetst heeft. Op haar lijstje staan Luc, het ongeboren kindje van Waldek en Mayra én Simonne, die ze naar eigen zeggen voor de ogen van Waldek van kant zal maken. Eén slachtoffer heeft ze alvast gemaakt; haar ex Cois, die ze liet verongelukken in Spanje. Later lokt ze Simonne met een smoesje naar een afgelegen plek en gijzelt ook haar, als wraak voor haar slippertje met Waldek. Door de scherf van een gebroken glas kan Simonne zich echter vrijmaken en na een schermutseling met Julia kan ze Waldek ook bevrijden. Julia wordt ontmaskerd, opgepakt en verdwijnt in de gevangenis. Haar dochter Paulien zoekt haar op, maar Julia laat uitschijnen dat ze geen weet heeft van haar eigen daden. Julia stort in wanneer Paulien te kennen geeft dat ze haar moeder nooit meer wil zien. Na een aantal maanden belde Julia plotseling naar Paulien vanuit de instelling. Na een paar weken verdwijnt Julia weer nadat Paulien een contactverbod aanvraagt.